# Ägd
Se även ägande och äganderätt.
Ägd, av engelskans owned, är ett slanguttryck som har sitt ursprung i hackerrörelsen, där "äga" (own) syftar på att ha root- eller administratörsrättigheter till en dator. Termen spreds till datorspel och sedan till vardagliga sammanhang.

## Extern länk
- Faktoider